# Калкай-ишан
Калмухамед Марал-улы, более известный как Калкай-ишан (1815, окрестности Сырдарии — 1870, Кармакшинский район) — казахский мусульманский религиозный деятель.

## Биография
Начальное образование получил у отца, продолжил учёбу в медресе Бухары и Багдада. Калкай-ишан занимался строительством религиозных учреждений, распространением ислама среди молодежи. Прекрасно знал и собирал восточные эпосы. Некоторые образцы сохранились в рукописном наследии Калкай-ишана. Сведения о жизни и деятельности Калкай-ишана сохранились в устном казахском творчестве и современной казахской литературе (С. Муканов).

## Память
Его именем названа мечеть в Кызылорде.

## Семья
Сын: Мамырбай Калкай-ишан-улы родился в 1822 (или 1824) году.